# Ankober (woreda)
Ankober è uno dei 105 woreda della Regione degli Amara, in Etiopia.
Nel censimento nazionale del 2007, questo woreda risultava possedere una popolazione di 76 510 abitanti.
| Controllo di autorità | VIAF (EN) 59155646233218212209 |